# Airbnb
Airbnb – serwis internetowy umożliwiający wynajem lokali od osób prywatnych. Platforma powstała w 2008 roku.
Portal Airbnb zrzesza miliony gospodarzy z ponad 191 krajów świata.
W kwietniu 2018 r. witryna airbnb.com zajmowała 310. miejsce w globalnym rankingu Alexa Internet.